# Лучкино (Калужская область)
Лучкино — деревня в Перемышльском районе Калужской области, в составе муниципального образования Сельское поселение «Село Калужская опытная сельскохозяйственная станция».

## География
Расположена на автодороге 29К-003 (М3 «Украина» — Р92 — Перемышль), в 14 километрах на северо-запад от районного центра. Рядом деревня Новосёлки

## Население
| 2002 | 2010 |
| ---- | ---- |
| 22   | ↘10  |

## История
Поселение известно с петровских времён. В атласе Калужского наместничества, изданного в 1782 году, упоминается полсельцо Лучкино Перемышльского уезда, 3 двора и по ревизии душ — 25.

Полсельцо Лучкино Елизаветы Федоровны Заборовской, Антипа Герасимова сына Астафьева. При отвершке безымянном и при большой Калужской дороге, земля иловатая, урожай хлеба и травы [по]средственный, крестьяне на пашне.— Описания и алфавиты к Калужскому атласу
В 1858 году сельцо (вл.) Лучкино 2-го стана Перемышльского уезда, при пруде и колодцах, 22 двора, население 125 человека — по левую сторону транспортной дороги из Воротынска в Перемышль.
К 1914 году Лучкино — деревня Заборовской волости Перемышльского уезда Калужской губернии. В 1913 году население 473 человека, имелась собственная земская школа.
В годы Великой Отечественной войны деревня была оккупирована войсками Нацистской Германии с начала октября по конец декабря 1941 года. Освобождена в ходе Калужской наступательной операции частями 50-й армии генерал-лейтенанта И. В. Болдина.